# Briis-sous-Forges
Briis-sous-Forges település Franciaországban, Essonne megyében. Lakosainak száma 3375 fő (2022. január 1.). Briis-sous-Forges Gometz-la-Ville, Courson-Monteloup, Fontenay-lès-Briis, Forges-les-Bains, Janvry, Limours és Vaugrigneuse községekkel határos.

## Népesség
A település népességének változása:
| Lakosok száma | 3612 | 3659 | 3547 | 3408 | 3316 | 3342 | 3394 | 3380 | 3375 |
|               | 2013 | 2015 | 2016 | 2017 | 2018 | 2019 | 2020 | 2021 | 2022 |